# アルバニア人
アルバニア人（アルバニアじん、アルバニア語: Shqiptar（男性）/ Shqiptare（女性）/ Shqiptarët（複数）、発音 [ʃcipˈtaɾ/-e/-ət]、英語: Albanians、英語発音: [ælˈbɛɪniənz]）は、主にアルバニア共和国とコソボを中心としたバルカン半島に住む民族。

## 概要

旧ユーゴスラビアの民族分布（2008年）。コソボなどの薄い青色がアルバニア人。

アルバニアの住民の95%、コソボの住民の92%を占め、その他にも北マケドニア共和国では人口の25%を占め北マケドニア国内最大の少数民族である。モンテネグロやセルビア、ギリシャなど、それ以外のバルカン半島諸国に少数が住む。
インド・ヨーロッパ語族系の古代民族イリュリア人の子孫とされ、かつてモンテネグロ人もイリュリア人であったとされる。南スラブ人の南下によってモンテネグロはスラヴ化されたが、アルバニア人は古代からの命脈を保っている。部族は、南部トスク地方に居住するトスク族 (Tosk) と北部とコソボ地域に居住するゲグ族 (Geg) に分かれており、トスク族が古代から交易を中心に生活していたのに対し、ゲグ族は山岳地帯で生活し、農耕が中心であるなど、両者の間で性格は大きく異なる。
コソボに暮らすアルバニア人の集団は総人口の90%以上を占めるが、1世紀近くにわたってセルビアもしくはユーゴスラビアの統治下に置かれており、セルビアからの分離を求めるアルバニア人とセルビア人の間で激しい対立がある。1999年のコソボ紛争後は国連の暫定統治機構の管理下に置かれ、セルビア共和国政府の実効支配は及んでいない。コソボは2008年に独立を宣言したものの、セルビアはその独立を認めておらず、コソボを自国の領土（コソボ・メトヒヤ自治州）とみなしている。コソボ国籍で海外に滞在するアルバニア人は30万人超と見積もられ、その目的は出稼ぎなど経済活動ほかである。あるいはまたコソボに移民を希望するアルバニア人の2005年から2009年の統計では年間255人（2007年）未満である。
宗教的には、大半がイスラム教であり、正教会（アルバニア正教）がそれに次ぐ。アルバニア本国に住むアルバニア人は、ほとんどが無宗教だともいわれている。

## 人口
| 人口      | 国・地域                 |
| --------- | ------------------------ |
| 340万     | アルバニア               |
| 150万     | コソボ                   |
| 050-130万 | トルコ                   |
| 050万9083 | 北マケドニア             |
| 048万1000 | ギリシャ                 |
| 04万      | セルビア（コソボを除く） |
| 03万2000  | モンテネグロ             |
| 037万5947 | イタリア                 |
| 015万7540 | アメリカ合衆国           |
| 02万2395  | カナダ                   |
| 03万5000  | スウェーデン             |
| 09万5000  | スイス                   |
| 01万5082  | クロアチア               |
| 01万1815  | オーストラリア           |

### 遺伝子
アルバニア人のY-DNAは、ある調査では、ハプログループE1b1bが35.43%（79/223）、同Jが23.77%（53/223）、同R1bが18.39%（41/223）、同Iが13.00%（29/223）などとなっており、アフリカを除くとハプログループEの割合が最も高い民族の一つ。

## 言語
アルバニア人のほとんどは、インド・ヨーロッパ語族に属するアルバニア語を第一言語としている。
- ?オスマン帝国時代アルバニア系人の旗（1453–1793） Albanian language map en.svg
- 古バルカン語におけるアルバニア語の分類[26]
- アルバニア語の地方語（英語版）。南ヨーロッパの分布図